# Mons (Gard)
Mons ist eine französische Gemeinde mit 1.789 Einwohnern (Stand: 1. Januar 2022) im Département Gard in der Region Okzitanien. Sie gehört zum Arrondissement Alès und zum Kanton Alès-2. Die Einwohner werden Monsois genannt.

## Geographie
Mons liegt am Oberlauf der Droude, etwa sieben Kilometer östlich von Alès in den Cevennen. Umgeben wird Mons von den Nachbargemeinden Servas im Norden, Les Plans im Nordosten, Saint-Just-et-Vacquières im Osten und Südosten, Monteils im Süden, Méjannes-lès-Alès im Südwesten, Saint-Privat-des-Vieux im Westen und Nordwesten sowie Salindres im Nordwesten.

## Bevölkerungsentwicklung
| Jahr                       | 1962 | 1968 | 1975 | 1982 | 1990 | 1999 | 2006 | 2013 | 2020 |
| -------------------------- | ---- | ---- | ---- | ---- | ---- | ---- | ---- | ---- | ---- |
| Einwohner                  | 568  | 513  | 644  | 1040 | 1387 | 1349 | 1426 | 1567 | 1760 |
| Quellen: Cassini und INSEE |      |      |      |      |      |      |      |      |      |

## Sehenswürdigkeiten
- katholische Kirche Saint-Pierre
- protestantische Kirche
- altes gallorömisches Oppidum
- Rathaus